# Aligator (typ holownika)

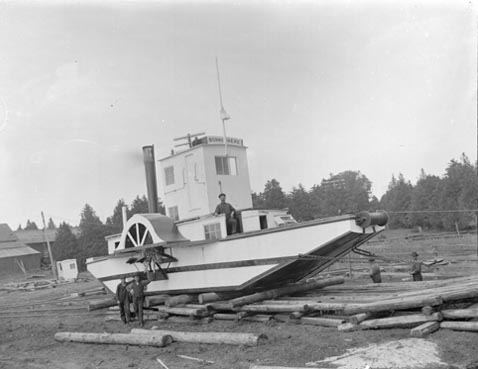
”Aligator” Bonnechere, 1907 r.

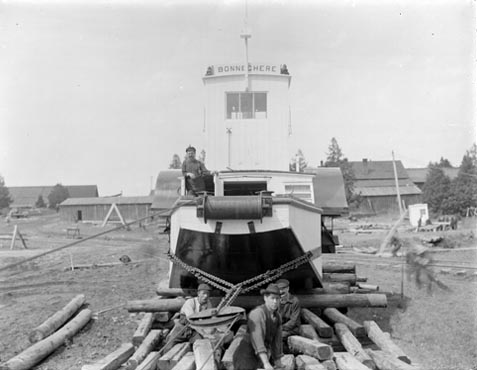
Ten sam holownik Bonnechere w trakcie „przeciągania się” po lądzie (po okragłych balach) z użyciem kabestanu i wielokrążka, 1907 r.

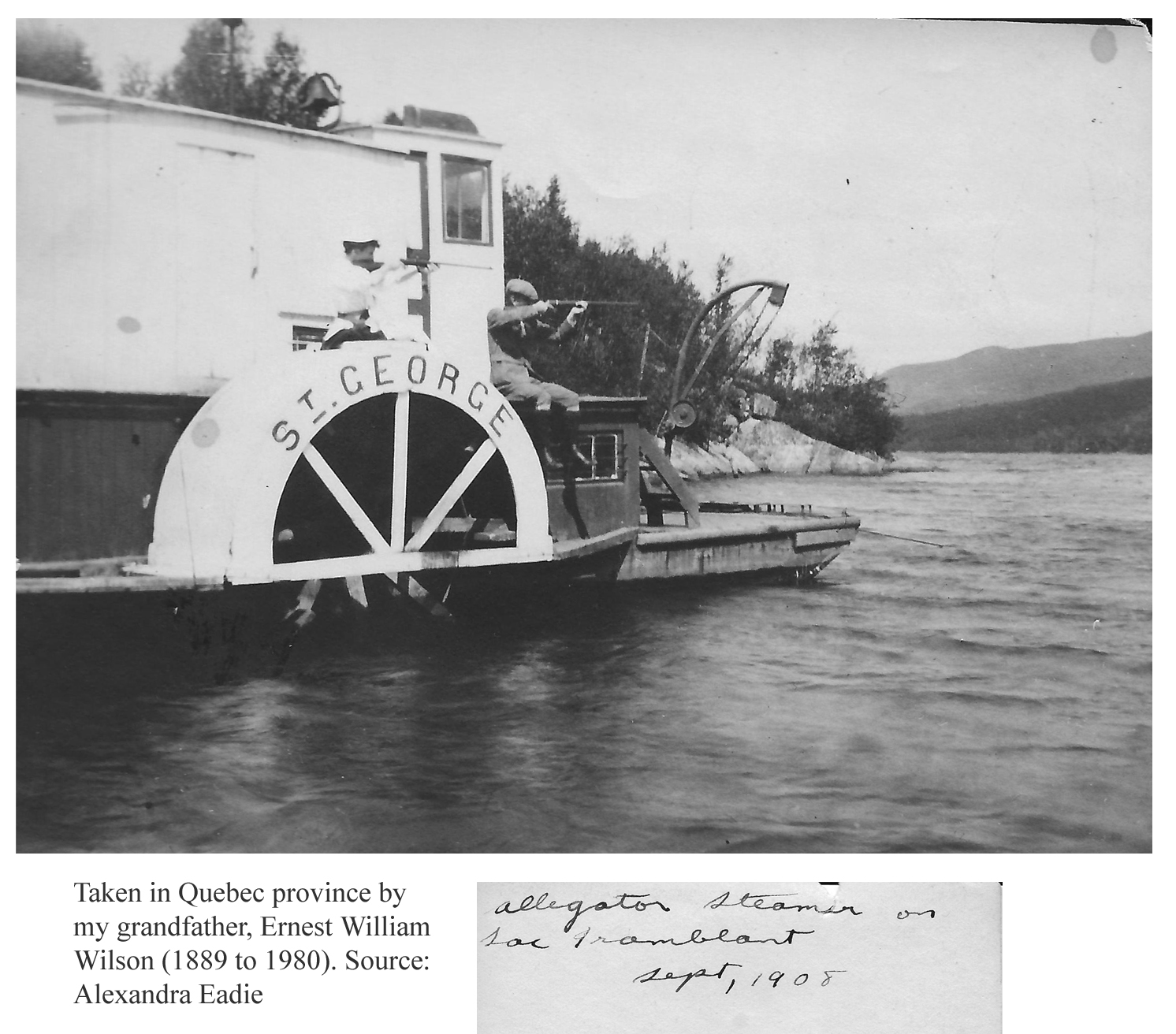
”Aligator” o nazwie St. George na jeziorze Tremblant w Quebec, 1908 r.

Aligator (ang. alligator tug, aka warping tug) – nieformalna nazwa klasy małych jednostek pływających, w typie holowników o specyficznej budowie, opatentowanych w Kanadzie i eksploatowanych na wodach śródlądowych na pograniczu kanadyjsko-amerykańskim od końca lat 80. XIX w. do lat 20. wieku XX. Stosowane były wyłącznie do transportu (holowania) drewna, zwłaszcza na obszarach o gęstej sieci mniejszych i płytszych jezior. Nazwa związana z tym, że jednostki te potrafiły samodzielnie przemieszczać się lądem między kolejnymi akwenami – choć wolno i dość niezręcznie, podobnie jak właśnie aligatory.

## Historia
Pod koniec XIX wieku przemysł drzewny Ontario wykorzystał już większość drewna z bliskiego sąsiedztwa dużych, wygodnych dróg wodnych. Dotyczyło to zarówno drewna budowlanego (konstrukcyjnego) jak i – a z czasem zwłaszcza tego - przeznaczonego do produkcji celulozy. W miarę jak dostępne drewno „uciekało” dalej w głąb lądu, jego transport stawał się coraz trudniejszy i droższy, przy czym wobec braku dróg oraz nikłej wydajności zaprzęgów konnych w dalszym ciągu jedyną możliwość jego masowego transportu dawała woda.
Parowy holownik kabestanowy (ang. steam warping tug) czyli „aligator” został wynaleziony przez Joe Ceburna Westa, aby tanio i wydajnie holować kłody drewna. „Aligator” był napędzany kołami łopatkowymi i używał wciągarki (kabestanu) do holowania ławicy kłód drzewnych i przeciągania się po lądzie od jeziora do jeziora. W 1889 roku J. C. West rozpoczął produkcję holownika we współpracy z Jamesem Peachey'em, a ich odlewnia w Simcoe szybko stała się głównym producentem „aligatorów”. Do 1932 roku, kiedy zaprzestano produkcji holownika, zbudowano ponad 230 takich jednostek. Przemysł drzewny używał tych holowników na pograniczu kanadyjsko-amerykańskim przez wiele lat.

## Konstrukcja
„Aligatory” były niewielkimi, bardzo solidnymi konstrukcjami, zaprojektowanymi do równie częstego kontaktu z wodą jak i z kłodami drewna oraz gruntem. Praktycznie cała konstrukcja była pierwotnie drewniana, wzmacniana jedynie metalowymi okuciami. Jednostki te posiadały prostokątny, płaskodenny kadłub bez zwężeń kształtujących zarówno dziób jak i rufę, prawie symetryczny w widoku z góry. Jednocześnie cały dziób i rufa były u dołu skośnie uniesione, co ułatwiało jednostce „wpełzywanie” na brzeg. Jednostki były bocznokołowcami - były napędzane kołami łopatkowymi. Większą część jednostki pokrywała nadbudówka, mieszcząca maszynownię. Na dachu nadbudówki znajdowała się niewielka sterówka – jej wysokie położenie pozwalało znacząco poszerzyć promień pola widoczności dla kierującego. Na dziobie i rufie montowano profilowane rolki, umożliwiające prowadzenie liny kabestanu. Jednostki napędzane były przez długi czas prostymi maszynami parowymi, dopiero później silnikami spalinowymi. Maszyna parowa o mocy ok. 20 KM pozwalała na pływanie z prędkością 5 węzłów (ok. 9 km/h).

## Zasada pracy
„Aligatory” pracowały najczęściej na niezbyt wielkich i niezbyt głębokich jeziorach, połączonych drobnymi ciekami wodnymi. Jeziora te tworzą zwykle całe kompleksy, a rozdzielane są niskimi, często podmokłymi działami. Na akwenie wodnym „aligator” poruszał się w sposób standardowy, napędzany kołami łopatkowymi. Po zakotwiczeniu lub (częściej) zacumowaniu do odpowiednio grubego drzewa na brzegu jednostka mogła, nawijając linę na bęben zwijarki, ściągać z akwenu całe tafle drewna - była w stanie holować ławicę, liczącą do 60 tys. kłód. Gdy zaszła potrzeba przeniesienia się na sąsiednie jezioro, karczowano wąski pas lasu między obydwoma zbiornikami. Po rozwinięciu całej liny wciągarki jej koniec kotwiczono na przecince lub uwiązywano do grubego pnia, po czym uruchomiano wciągarkę, która zwijając linę przeciągała jednostkę po ziemi. Operację powtarzano, aż „aligator” przepełzł w ten sposób na kolejne jezioro.